# Gianluca Ferraris
Gianluca Ferraris (Genova, 29 novembre 1976 – Milano, 14 marzo 2022) è stato un giornalista e scrittore italiano.

## Biografia
Nel 2001 iniziò a collaborare con Panorama.
Nel 2002, dopo la laurea in scienze politiche, si trasferì a Milano dove conseguì un master in giornalismo e iniziò a collaborare con le riviste Chi ed Economy, e mosse i primi passi in televisione nella redazione di Quarto grado su Rete 4.
Dopo alcuni anni a Panorama, dove si occupò di attualità, cronaca ed economia, il suo ultimo incarico fu quello di vice caposervizio a Donna Moderna.
Alcuni dei suoi servizi più importanti hanno riguardato le tematiche del calcio scommesse, delle infiltrazioni criminali nel mondo dell'azzardo, del terrorismo e dell'inchiesta Monte dei Paschi.
Nel 2010 con l'inchiesta di copertina «Ladri di speranza», pubblicata da Panorama, vinse con Ilaria Molinari il premio giornalistico europeo sulla salute e i diritti del malato, assegnato dalla Commissione Ue.
Pubblicò 5 romanzi e 3 saggi, di questi ultimi il più apprezzato è Pallone Criminale (Ponte alle Grazie), uscito nel 2012 e scritto a quattro mani con Simone Di Meo, che ricevette la menzione speciale della giuria del premio letterario «Antonio Ghirelli» della Federcalcio. Dal 2014 pubblicò esclusivamente libri di narrativa: oltre ai romanzi del ciclo di Gabriele Sarfatti editi dalla collana Calibro9 di Novecento Editore, suoi racconti gialli e noir sono comparsi in diverse antologie. Nel 2021, con Perdenti, diede vita per l'editore Piemme a un nuovo ciclo di romanzi noir che hanno per protagonista l'avvocato milanese Lorenzo Ligas.
Morì a soli 45 anni il 14 marzo 2022 per una malattia incurabile.

## Opere
- Le cellule della speranza Sperling & Kupfer, 2011
- Gioco sporco Baldini e Castoldi, 2011
- Pallone criminale Ponte alle Grazie, 2012
- Singapore Connection (Informant), 2013
- A Milano nessuno è innocente (Novecento), 2015
- Piombo su Milano (Novecento), 2016
- Shaboo (Novecento), 2017
- Perdenti Piemme, 2021
- La Mantide Mondadori, 2022